# David Mitrany

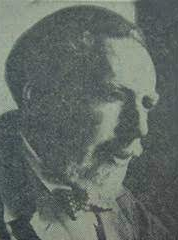

David Mitrany (1888-1975) is een politieke wetenschapper en geschiedkundige die in Roemenië werd geboren en zijn opleiding genoot in Groot-Brittannië. Zijn beroemdste werk is The Functional Theory of Politics dat in 1975 gepubliceerd werd.

## Carrière
Mitrany wordt beschouwd als de bedenker van de theorie van het functionalisme in internationale relaties, onderdeel van het Liberaal Institutionalisme. Het functionalisme is een integratietheorie. Het centrale principe in deze theorie is dat internationale samenwerking de beste manier is om een vredevol internationaal klimaat te creëren.
Opmerkelijk was Mitrany's tegenstand tegen het georkestreerde Europese federalisme dat een snel en efficiënt herstel van vrede in de weg stond. Hij pleitte voor een samenwerking op technisch en economisch niveau. Deze samenwerking zou leiden tot spill-overs. Internationale economische samenwerking - in wat hij functional agencies noemde - vereist internationale politieke regulering. Stuk voor stuk zouden staten soevereiniteit en bevoegdheden afstaan aan deze agencies om samenwerking mogelijk te maken. Dit is een proces van wat hij ramificatie noemde. Internationale samenwerking in één sector en een bewijs van het succes ervan zou automatisch leiden tot samenwerking op andere vlakken.